# Sinodromus lanyue
Espèce
Sinodromus lanyue est une espèce d'araignées aranéomorphes de la famille des Philodromidae.

## Distribution
Cette espèce est endémique du Hubei en Chine,. Elle se rencontre dans le district de Xian'an.

## Description
Le mâle holotype mesure 3,64 mm et la femelle paratype 3,93 mm.

## Systématique et taxinomie
Cette espèce a été décrite par Zhang, Zhang et Zhong en 2025.

## Étymologie
Son nom d'espèce lui a été donné en référence au lieu de sa découverte, le lac Lanyue.

## Publication originale
- Zhang, Zhang & Zhong, 2025 : « On small huntsman spiders (Araneae, Philodromidae) occurring in Guizhou and Hubei provinces, China. » ZooKeys, vol. 1240, p. 327-368 (texte intégral).